# Vice-premier ministre de la Colombie-Britannique
Le vice-premier ministre de la Colombie-Britannique est le ministre responsable de seconder le premier ministre dans ses fonctions.

## Liste des titulaires
| #                | Nom            | Durée du mandat   | Durée du mandat   | Premier ministre | Notes |
| ---------------- | -------------- | ----------------- | ----------------- | ---------------- | ----- |
| 1                | Eileen Dailly  | 26 septembre 1972 | 22 décembre 1975  | Dave Barrett     | [ 2 ] |
| 2                | Grace McCarthy | 22 décembre 1975  | 26 mai 1983       | Bill Bennett     | [ 2 ] |
|                  | Vacant         | 26 mai 1983       | 14 août 1986      | Bill Bennett     |       |
| Bill Vander Zalm | Vacant         | 26 mai 1983       | 14 août 1986      | [ 2 ]            |       |
| (2)              | Grace McCarthy | 14 août 1986      | 6 novembre 1986   | Bill Vander Zalm | [ 3 ] |
|                  | Vacant         | 6 novembre 1986   | 8 août 1990       | Bill Vander Zalm | [ 3 ] |
| 3                | Rita Johnston  | 8 août 1990       | 2 avril 1991      | Bill Vander Zalm | [ 3 ] |
|                  | Vacant         | 2 avril 1991      | 5 novembre 1991   | Rita Johnston    |       |
| 4                | Anita Hagen    | 5 novembre 1991   | 15 septembre 1993 | Michael Harcourt |       |
| 5                | Elizabeth Cull | 15 septembre 1993 | 22 février 1996   | Michael Harcourt |       |
| 6                | Dan Miller     | 28 février 1996   | 25 août 1999      | Glen Clark       |       |
| 7                | Lois Boone     | 25 août 1999      | 24 février 2000   | Dan Miller       |       |
| 8                | Joy MacPhail   | 29 février 2000   | 5 juin 2001       | Ujjal Dosanjh    |       |
| 9                | Christy Clark  | 5 juin 2001       | 20 septembre 2004 | Gordon Campbell  |       |
| 10               | Shirley Bond   | 15 décembre 2004  | 10 juin 2009      | Gordon Campbell  |       |
| 11               | Colin Hansen   | 10 juin 2009      | 14 mars 2011      | Gordon Campbell  |       |
| 12               | Kevin Falcon   | 14 mars 2011      | 5 septembre 2012  | Christy Clark    |       |
| 13               | Rich Coleman   | 5 septembre 2012  | 18 juillet 2017   | Christy Clark    |       |
| 14               | Carole James   | 18 juillet 2017   | 26 novembre 2020  | John Horgan      |       |
|                  | Vacant         | 26 novembre 2020  | 28 octobre 2021   | John Horgan      |       |
| 15               | Mike Farnworth | 25 octobre 2021   | en cours          | John Horgan      | [ 4 ] |